# 林多 (愛荷華州)
林多（英語：Leando）是位於美國愛荷華州范布倫縣的一個人口普查指定地區。

## 人口
根據2010年美國人口普查的數據，林多的面積為6.03平方千米，當中陸地面積為5.71平方千米，而水域面積為0.32平方千米。當地共有人口121人，而人口密度為每平方千米20.07人。